# Xynomyzithra Kritis
Xynomyzithra Kritis (Ξυνομυζήθρα Κρήτης en griego) es un queso griego con denominación de origen desde 1994 y D.O.P. europeo desde 1996. Se produce en la isla de Creta (prefecturas de La Canea, Rétino, Heraklion y Lasithi). 
El término «xynomizithra» o «xynomyzithra» (griego ξυνομυζήθρα) es genérico, y puede referirse a quesos distintos del que tiene denominación de origen: se refiere a un queso tradicional de leche sin pasteurizar, una variante agria del mizithra elaborado con suero de oveja o de cabra con el añadido de leche. El queso es suave, de color blanco puro, textura cremosa y granulada. Se hace en varios tamaños y normalmente tiene la forma de un cono truncado.
El xynomyzithra kritis en concreto se produce tradicionalmente con leche de oveja o cabra o una mezcla de ambas. Tiene un máximo de 55% de humedad y un 45% mínimo de materia grasa. Se trata de un queso de suero, suave pero con sabor marcado. La textura de su pasta es granulosa y cremosa. Es uno de los quesos cretenses más conocidos. Es blanco, sin forma y sin cortes o corteza externa.